# П. Дж. Шарма
Пудипедди Джогишвара Шарма (англ. Pudipeddi Jogeswara Sarma, телугу పూడిపెద్ది జోగీశ్వర శర్మ), более известный как П. Дж. Шарма (24 мая 1933 — 14 декабря 2014) — индийский актёр кино и дубляжа. Сыграл в более 150 фильмах на каннада и телугу. Его лучшие фильмы включают Collector Janaki (1976), Ram Robert Rahim (1980) и Athanu (2001). Как актёр дубляжа озвучил мужские роли в около 500 кинокартин.

## Биография
П. Дж. Шарма родился в деревне Каллепалли, округа Визианагарам (ныне штат Андхра-Прадеш) 24 мая 1933 года. Начал свою карьеру в 12 лет как артист театра, сыграв в нескольких пьесах. Впервые появился на экране в фильме Annadatha 1954 года. Начав как характерный актёр, Шарма вскоре привлёк к себе внимание своим голосом, и ему начали предлагать работу как актёру озвучивания. Как актёр дубляжа он первый раз выступил в фильме Uttama Illalu 1957 года. Его голосом говорили несколько ветеранов кино Южной Индии, в том числе Джемини Ганесан. Как киноактёр Шарма снялся в нескольких успешных телугу, каннада и тамильских картинах. Особые похвалы заслужила его роль в фильме «Первая любовь» (1998), где он сыграл деда героини Кирти Редди. Его последним фильмом стал Naaga (2003) с НТР младшим в главной роли.
Шарма скончался от остановки сердца в воскресенье 14 декабря около 7:30 утра в своём доме в районе Маниконда (Хайдарабад), на следующий день после свадьбы его внука Аади.

### Личная жизнь
Шарма женился на актрисе и писательнице Кришне Джоти в 1966 году. У пары родилось пятеро детей: сыновья Саи Кумар, Рави Шанкар и Айяппа, а также дочери Камала и Прия. Джоти скончалась в 2006 году. Трое сыновей Шарма и старший внук Аади заняты в киноиндустриях телугу и каннада.